# Веретільниця
Вереті́льниця, також вереті́нниця або гладу́н (Anguis) — рід безногих ящірок.
Веретільниці повністю втратили свої кінцівки та часто сприймаються за змій. За розмірами досягають 40—50 см, самки дещо більші за самців. Хвіст становить майже половину довжини тіла, проте практично не відрізняється від тулуба. Ці ящірки рухаються досить повільно, їх легко упіймати. 
Як і решта ящірок, веретільницеві скидають хвости у випадку небезпеки, збиваючи з пантелику хижаків, після чого хвіст відростає, проте не досягаючи оригінальної довжини. Ці ящірки відрізняються від змій кількома особливостями: своїми повіками й маленькими отворами вух (тих і тих не мають змії), а також язиками, що теж є роздвоєними, але не такими довгими, як язики змій.

## Галерея

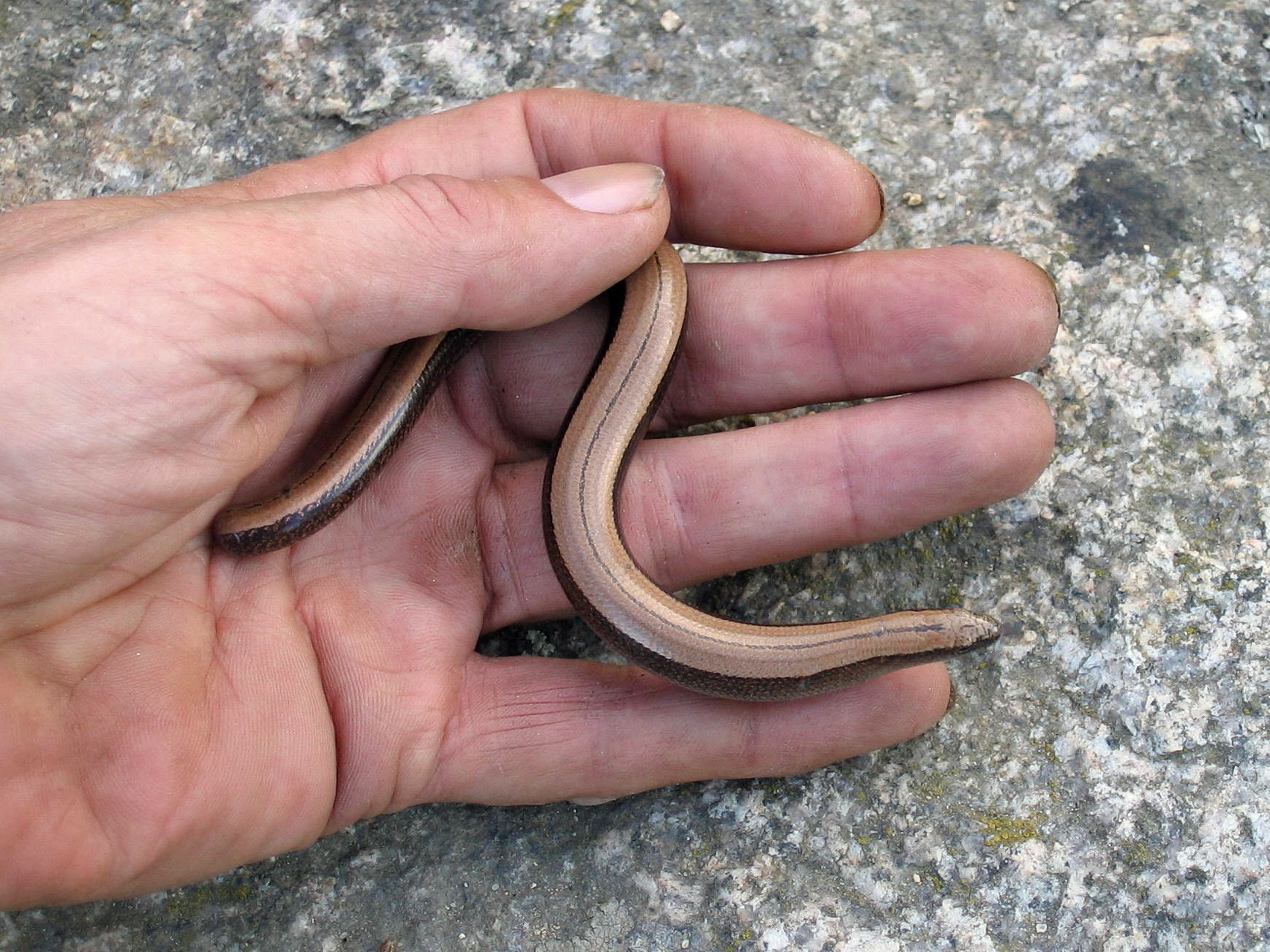
Веретільниця
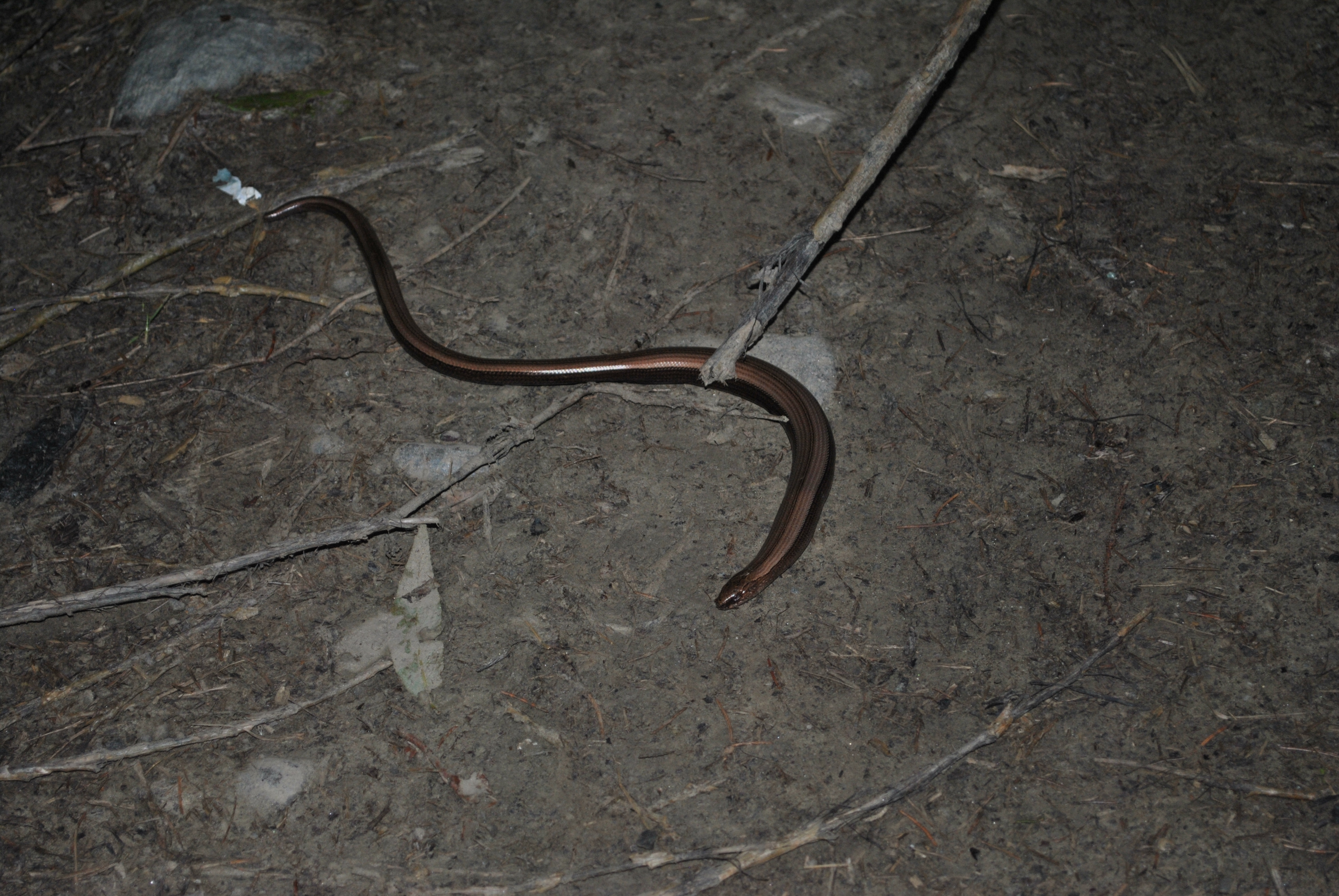
Веретільниця, с. Богдан (Закарпаття, Україна)
- Веретільниця